# Neoglaziovia
Neoglaziova (nombrada en honor de Auguste François Marie Glaziou,) es un género de plantas con flores de la familia Bromeliaceae, subfamilia Bromelioideae. Comprende 3 especies descritas y 3 aceptadas.
La especie Neoglaziovia variegata ha sido y continúa siendo un artículo importante en Suramérica, ya que con su fibra se fabrican tejidos y ropas.

## Taxonomía
El género fue descrito por Carl Christian Mez y publicado en Flora Brasiliensis 3(3): 179. 1891. La especie tipo es: Neoglaziovia variegata (Arruda) Mez
Etimología
El género fue nombrado en honor de Auguste François Marie Glaziou, arquitecto paisajista francés y coleccionista de bromelias (1833-1906).

## Especies
- Neoglaziova burle-marxii Leme
- Neoglaziovia concolor C.H.Wright
- Neoglaziovia variegata (Arruda) Mez